# Amplificador operacional
Un amplificador operacional (sovint anomenat simplement operacional o per l'abreviació anglesa op-amp) és un mòdul de circuits electrònics (normalment construït en forma de circuit integrat, però a vegades mitjançant transistors discrets o vàlvules electròniques) que té una entrada no-inversora (+), una inversora (-) i una sortida. La tensió de sortida és la diferència entre les entrades + i - multiplicades pel guany de llaç obert (open-loop gain): {\displaystyle V_{sortida}=(V_{+}-V_{-})G}, on {\displaystyle G} és el valor del guany de llaç obert. A causa del fet que els amplificadors operacionals tenen paràmetres uniformes, un encapsulat estàndard i uns requeriments d'alimentació també estàndards, són molt útils a l'hora de dissenyar ràpidament aplicacions electròniques.

## Introducció
Originalment, els amplificadors operacionals van rebre aquest nom perquè es feien servir per a modelar les operacions matemàtiques bàsiques (suma, resta, integració, derivació), etc.) en computadores analògiques electròniques. En aquest sentit entenem l'amplificador operacional com un element circuital ideal. Els que usem en realitat, fets de transistors, vàlvules, etc., són aproximacions a aquest ideal. Aquest amplificador operacional ideal (sovint referit com a l'amplificador operacional ideal) té un guany de llaç obert indefinidament gran, una amplada de banda indefinidament gran, impedàncies d'entrada indefinidament grans, una impedància de sortida de valor zero, soroll nul, així com un desplaçament d'entrades (input offset voltage) de valor zero (sortida de 0 V quan les dues entrades són exactament iguals). Els amplificadors operacionals moderns de circuits integrats tipus MOSFET s'aproximen cada vegada més a aquests ideals en amplades de banda limitades, en aplicacions de gran senyal a temperatura ambient. Quan l'aproximació és prou propera a l'ideal, al circuit l'anomenem 'amplificador operacional', oblidem els seus límits, i fem servir la formulació donada en aquest article.
L'amplificador operacional és un dispositiu molt útil en circuits electrònics analògics. Amb pocs components externs, es poden realitzar una gran varietat de tasques sobre processament de senyal analògic. Els dissenys amb ells també solen ser barats, ja que la majoria d'amplificadors operacionals de propòsit general es venen per menys de seixanta cèntims d'euro la peça. Els dissenys moderns han estat realitzats tenint en compte la durabilitat també: bastants de 'op-amps' són fabricats de manera que poden suportar curtcircuits en les seves sortides sense cap dany resultant. Una de les claus de la utilitat d'aquests circuits recau en el principi de realimentació, particularment la realimentació negativa, que constitueix el fonament en quasi tots els processos automàtics de control. Els principis relacionats amb els amplificadors operacionals, doncs, valen fins i tot en àmbits més enllà dels de l'electrònica.

## Notació
Un símbol típic per a representar un amplificador operacional en un circuit elèctric té aquest aspecte:
Els seus terminals fan referència a:
- {\displaystyle V_{+}}: Entrada no inversora
- {\displaystyle V_{-}}: Entrada inversora
- {\displaystyle V_{out}}: Sortida
- {\displaystyle V_{S+}}: Alimentació positiva
- {\displaystyle V_{S-}}: Alimentació negativa

Els contactes d'alimentació ({\displaystyle V_{S+}} i {\displaystyle V_{S-}}) poden ser etiquetats de diverses maneres. Pels op-amps basats en FET, l'alimentació positiva de drenador comú és anomenada {\displaystyle V_{DD}} i la negativa de sortidor comú és anomenada {\displaystyle V_{SS}}. En els basats en BJT, el contacte {\displaystyle V_{S+}} obté l'etiqueta de {\displaystyle V_{CC}} i el de {\displaystyle V_{S-}}, {\displaystyle V_{EE}}. A vegades també són anomenats {\displaystyle V_{CC+}} i {\displaystyle V_{CC-}}, o fins i tot {\displaystyle V_{+}} i {\displaystyle V_{-}}, on en aquest cas les entrades haurien estat etiquetades diferent. En tots els casos la funció continua essent la mateixa. Sovint aquests contactes no s'inclouen en el diagrama per a claredat, i la configuració de l'alimentació se sobrentén per la resta de circuit.
La polaritat dels contactes d'entrada sovint és invertida en els diagrames per a claredat. En aquest cas, els contactes d'alimentació restarien en la mateixa posició: el contacte més positiu sempre és a la part de dalt, i el més negatiu a la part de baix. No es capgira tot el símbol; només les entrades.

## Comportament en contínua
El guany de llaç obert és definit com l'amplificació de l'entrada a la sortida sense aplicar cap realimentació. Per als càlculs més pràctics, el guany de llaç obert s'assumeix indefinidament gran. En realitat, però, està limitat pel voltatge aplicat a l'alimentació de l'amplificador operacional, o sigui, a {\displaystyle V_{S+}} i {\displaystyle V_{S-}} en el diagrama superior. Dispositius corrents mostren un guany en contínua de llaç tancat d'entre 100.000 fins a 1 milió. Això permet definir el guany per a la nostra aplicació de manera simple i exacta utilitzant realimentació negativa. Com sempre la teoria i la pràctica difereixen, ja que els op-amps tenen diversos límits que el dissenyador no ha d'oblidar.

## Comportament en alterna
El guany de l'amplificador calculat en contínua no és l'obtingut a altes freqüències. Aquest efecte es deu a límits de dins el mateix operacional, com la seva amplada de banda finita, i les característiques d'alterna de la resta de circuit on hem situat l'operacional. El problema més gran que se sol trobar a l'hora de dissenyar amb operacionals és la tendència del dispositiu a ressonar a altes freqüències, on la realimentació negativa resulta positiva a causa de desfasaments paràsits. 
Amplificadors operacionals típics de baix cost, per a fins genèrics, mostren un producte de guany-amplada de banda d'uns pocs MHz. Alguns operacionals especials, i d'alta velocitat, poden arribar a productes guany-amplada de banda de centenars de MHz. En circuits de freqüència molt alta, se sol fer servir una forma modificada d'operacional anomenada amplificador operacional realimentat per corrent. 

## Cronologia històrica
1941: Un amplificador operacional de tub de buit. Un amplificador operacional, definit com un amplificador de retroalimentació inversora, acoblat en corrent continu i de propòsit general, es troba per primera vegada a Amplificador operacional a l'USPTO (anglès) com a "Summing Amplifier" presentat per Karl D. Swartzel Jr. de Bell Labs el 1941. Aquest disseny utilitzava tres tubs de buit per aconseguir un guany de 90 dB i funciona amb rails de tensió de ±350 V. Tenia una única entrada inversora en lloc d'entrades diferencials inversores i no inversores, com són habituals als amplificadors operacionals actuals. Al llarg de la Segona Guerra Mundial, el disseny de Swartzel va demostrar el seu valor en ser utilitzat liberalment en el M9 director d'artilleria dissenyat a Bell Labs. Aquest director d'artilleria va treballar amb el sistema de radar SCR584 per aconseguir taxes d'impacte extraordinàries (prop del 90%) que no haurien estat possibles d'altra manera.

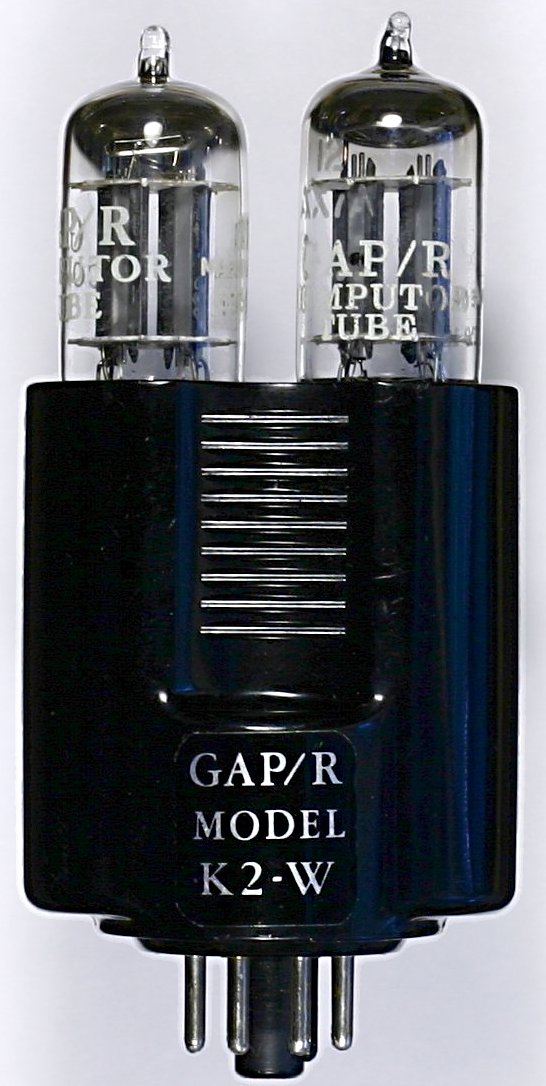
GAP/R K2-W: un amplificador operacional de tubs de buit (1953)

1947: Un amplificador operacional amb una entrada explícita no inversora. L'any 1947, l'amplificador operacional es va definir i nomenar formalment per primera vegada en un document. per John R. Ragazzini de la Universitat de Colúmbia. En aquest mateix article, una nota a peu de pàgina esmentava un disseny d'amplificador operacional d'un estudiant que resultaria bastant significatiu. Aquest amplificador operacional, dissenyat per Loebe Julie, era superior en diverses maneres. Va tenir dues grans innovacions. La seva etapa d'entrada utilitzava un parell de tríodes de cua llarga amb càrregues adaptades per reduir la deriva a la sortida i, el que és molt més important, va ser el primer disseny d'amplificador operacional que tenia dues entrades (una inversora i l'altra no inversora). L'entrada diferencial va fer possible tota una gamma de noves funcionalitats, però no s'utilitzaria durant molt de temps a causa de l'augment de l'amplificador estabilitzat amb chopper.
1949: Un amplificador operacional estabilitzat amb chopper. El 1949, Edwin A. Goldberg va dissenyar un amplificador operacional estabilitzat amb chopper. Aquesta configuració utilitza un amplificador operacional normal amb un amplificador addicional de CA que va al costat de l'amplificador operacional. El picador rep un senyal de CA de CC canviant entre la tensió de CC i la terra a una velocitat ràpida (60 Hz o 400 Hz). Aquest senyal s'amplifica, rectifica, filtra i s'introdueix a l'entrada no inversora de l'amplificador operacional. Això va millorar considerablement el guany de l'amplificador operacional alhora que va reduir significativament la deriva de sortida i la compensació de CC. Malauradament, qualsevol disseny que utilitzés un picador no podia utilitzar la seva entrada no inversora per a cap altre propòsit. No obstant això, les característiques molt millorades de l'amplificador operacional estabilitzat amb chopper el van convertir en la forma dominant d'utilitzar amplificadors operacionals. Les tècniques que utilitzaven l'entrada no inversora regularment no serien molt populars fins a la dècada de 1960, quan els CI d'amplificadors operacionals van començar a aparèixer al camp.
1953: Un amplificador operacional disponible comercialment. El 1953, els amplificadors operacionals de tubs de buit es van fer comercialment disponibles amb el llançament del model K2-W de George A. Philbrick Researches, Incorporated. La designació dels dispositius mostrats, GAP/R, és l'acrònim del nom complet de l'empresa. Dos tubs de buit 12AX7 de nou pins es van muntar en un paquet octal i tenien disponible un complement de picador model K2-P que "utilitzaria" efectivament l'entrada no inversora. Aquest amplificador operacional es basava en un descendent del disseny de Loebe Julie de 1947 i, juntament amb els seus successors, començaria l'ús generalitzat dels amplificadors operacionals a la indústria.

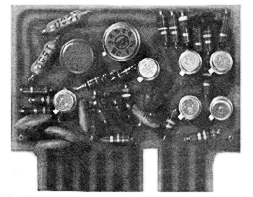
GAP/R model P45: un amplificador operacional discret d'estat sòlid (1961).

1961: Un amplificador operacional CI discret. Amb el naixement del transistor el 1947, i el transistor de silici el 1954, el concepte d'IC es va fer realitat. La introducció del procés planar el 1959 va fer que els transistors i els circuits integrats siguin prou estables com per ser útils comercialment. El 1961, s'estaven produint amplificadors operacionals discrets d'estat sòlid. Aquests amplificadors operacionals eren efectivament plaques de circuit petites amb paquets com els connectors de vora. Normalment tenien resistències seleccionades a mà per tal de millorar coses com ara la compensació de tensió i la deriva. El P45 (1961) tenia un guany de 94 dB i funcionava sobre rails de ±15 V. Estava pensat per tractar senyals en el rang de ±10 V.
1961: Un amplificador operacional de pont varactor. S'han pres moltes direccions diferents en el disseny de l'amplificador operatiu. Els amplificadors operacionals de pont Varactor es van començar a produir a principis dels anys 60. Van ser dissenyats per tenir un corrent d'entrada extremadament petit i encara es troben entre els millors amplificadors operacionals disponibles en termes de rebuig en mode comú amb la capacitat de tractar correctament centenars de volts a les seves entrades.

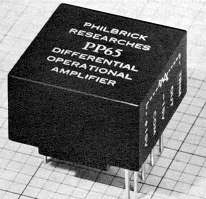
GAP/R model PP65: un amplificador operacional d'estat sòlid en un mòdul en pot (1962)

1962: Un amplificador operacional en un mòdul en pot. L'any 1962, diverses empreses estaven produint paquets modulars en test que es podien connectar a plaques de circuit imprès. Aquests paquets van ser de gran importància ja que van convertir l'amplificador operacional en una única caixa negra que es podia tractar fàcilment com un component en un circuit més gran.
1963: Un amplificador operacional CI monolític. El 1963 es va llançar el primer amplificador operacional IC monolític, el μA702 dissenyat per Bob Widlar a Fairchild Semiconductor. Els CI monolítics consisteixen en un únic xip en oposició a un xip i parts discretes (un CI discret) o múltiples xips units i connectats a una placa de circuits (un CI híbrid). Gairebé tots els amplificadors operacionals moderns són circuits integrats monolítics; tanmateix, aquest primer IC no va tenir gaire èxit. Problemes com ara una tensió d'alimentació desigual, un guany baix i un petit rang dinàmic van impedir el domini dels amplificadors operacionals monolítics fins al 1965, quan el μA709 (també dissenyat per Bob Widlar) va ser llançat.
1968: llançament del μA741. La popularitat dels amplificadors operacionals monolítics es va millorar encara més amb el llançament del LM101 el 1967, que va resoldre diversos problemes, i el posterior llançament del μA741 el 1968. El μA741 era extremadament similar al LM101, excepte que les instal·lacions de Fairchild els permetien incloure un condensador de compensació de 30 pF dins del xip en lloc de requerir una compensació externa. Aquesta senzilla diferència ha fet que l'amplificador operacional canònic 741 i molts amplificadors moderns basen el seu pinout en els 741. El μA741 encara està en producció i s'ha convertit en omnipresent en l'electrònica: molts fabricants produeixen una versió d'aquest xip clàssic, reconeixible pels números de peça que contenen 741. La mateixa peça la fabriquen diverses empreses.
1970: primer disseny de FET d'alta velocitat i corrent de baixa entrada.
A la dècada de 1970 es van començar a fer dissenys de corrent d'alta velocitat i baixa entrada utilitzant FETs. Aquests serien substituïts en gran part per amplificadors operacionals fabricats amb MOSFET als anys vuitanta.

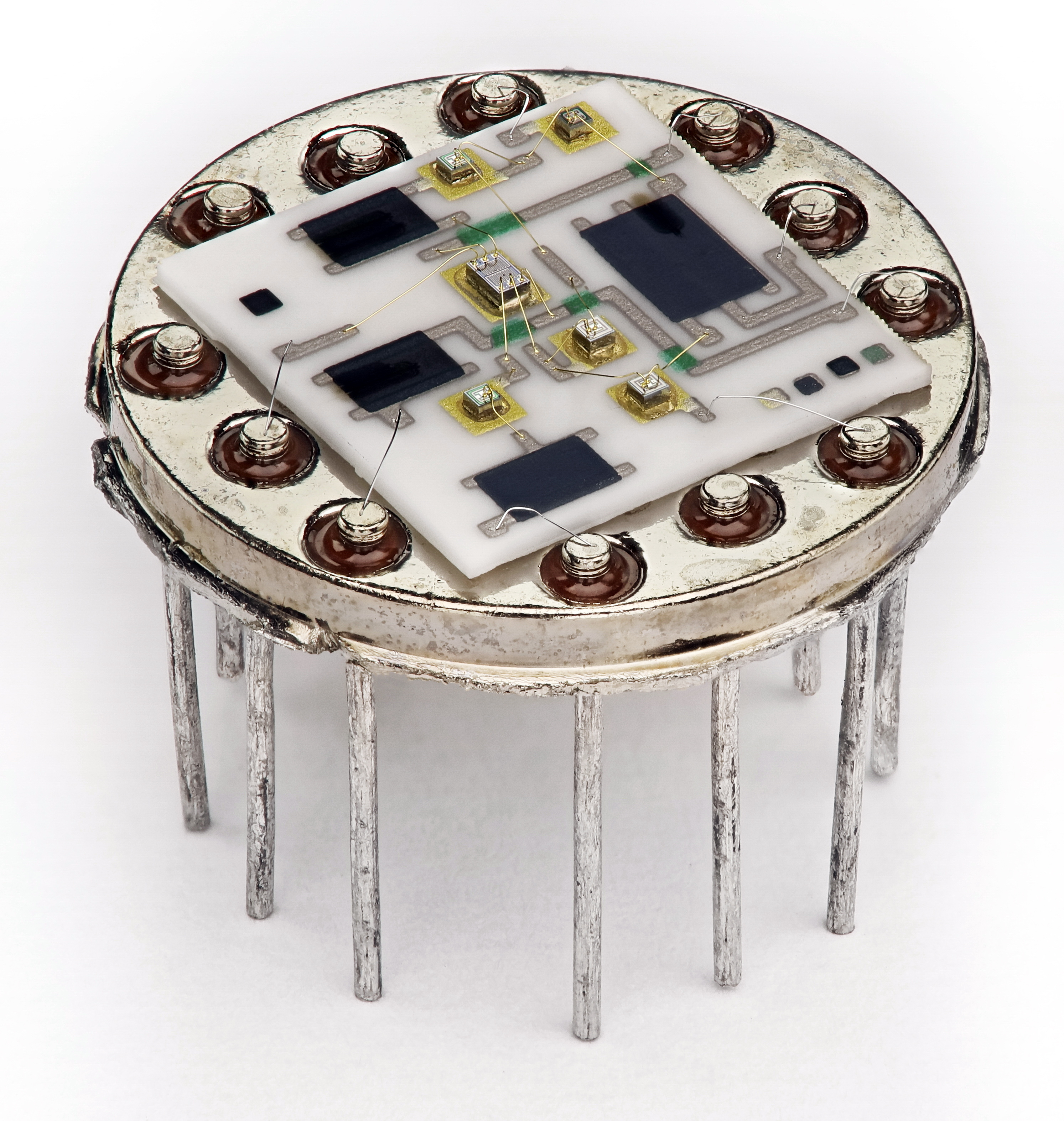
LH0033CG: un amplificador operacional CI híbrid d'alta velocitat

1972: es produeixen amplificadors operacionals de subministrament d'una sola cara. Un amplificador operatiu de subministrament d'una sola cara és aquell en què les tensions d'entrada i sortida poden ser tan baixes com la tensió negativa de la font d'alimentació en lloc de necessitar ser almenys dos volts per sobre això. El resultat és que pot funcionar en moltes aplicacions amb el pin d'alimentació negativa de l'amplificador operatiu connectat a la presa de terra del senyal, eliminant així la necessitat d'una font d'alimentació negativa independent.
El LM324 (publicat el 1972) va ser un d'aquests amplificadors operacionals que venia en un paquet quàdruple (quatre amplificadors operacionals separats en un paquet) i es va convertir en un estàndard de la indústria. A més d'envasar diversos amplificadors operacionals en un sol paquet, la dècada de 1970 també va veure el naixement dels amplificadors operacionals en paquets híbrids. Aquests amplificadors operacionals eren en general versions millorades dels amplificadors operacionals monolítics existents. A mesura que milloraven les propietats dels amplificadors operacionals monolítics, els CI híbrids més complexos es van relegar ràpidament a sistemes que requereixen una vida útil extremadament llarga o altres sistemes especialitzats.

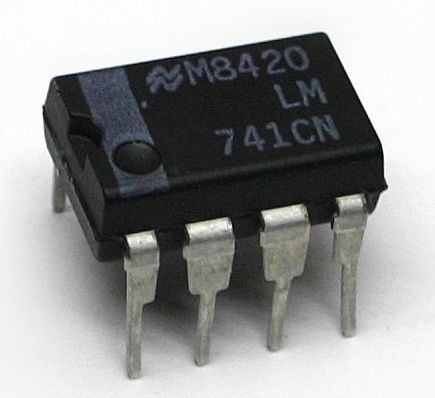
Un amplificador operacional en un paquet mini DIP

Tendències recents. Recentment, les tensions de subministrament en circuits analògics han disminuït (com ho han fet en la lògica digital) i s'han introduït amplificadors operacionals de baixa tensió reflectint-ho. Els subministraments de 5 V i cada cop més 3,3 V (de vegades fins a 1,8 V) són habituals. Per maximitzar el rang de senyal, els amplificadors operacionals moderns solen tenir una sortida de rail a rail (el senyal de sortida pot variar des de la tensió d'alimentació més baixa fins a la més alta) i de vegades entrades de rail a rail.